# Poccistraße (métro de Munich)
Poccistraße (en allemand : U-Bahnhof Poccistraße) est une station des lignes U3 et U6 du métro de Munich, dans le secteur de Ludwigsvorstadt-Isarvorstadt.

## Situation sur le réseau

Plan du métro (2020).

## Géographie
La station se situe sous la Lindwurmstraße, à partir de laquelle la Poccistraße bifurque.

## Histoire
La station ouvre le 28 mai 1978.
La station est installée entre les tunnels existants et opérationnels. Elle n'a pu pas être construite immédiatement lors de la construction de l'itinéraire, car une autoroute urbaine y était initialement prévue, mais le plan est rejeté. Au départ, il y avait une connexion à la gare de Munich-Sud, où seuls quelques trains régionaux s'arrêtaient jusqu'en 1985, date à laquelle les services de passagers sont complètement interrompus.
Le 6 mai 2010, les afficheurs à palettes sur la plate-forme ont été remplacés par de nouveaux écrans plus modernes déjà dans des stations de métro telles que par exemple Marienplatz ou Sendlinger Tor.
Au printemps 2016, le lambris du plafond est enlevé. Une chute au plafond de 3,9 cm fut détectée. Depuis, la hauteur sous plafond fait l'objet d'un suivi quotidien. Une fermeture complète des lignes en cas de nouvelles chutes n'est plus à exclure.
Dans le cadre de la planification de la ligne U9, il est envisagé de fusionner la station avec la station Implerstraße dans un nouveau bâtiment.

## Architecture
La station a deux rangées de colonnes couvertes de pierres de mosaïque jaune. Le plafond au-dessus des rails est semi-circulaire au sommet et est en béton. Les parois derrière la voie étaient recouvertes de fibre ciment amianté argent. Le plafond au-dessus de la plate-forme, conçu avec un motif de galets de l'Isar, était également composé de panneaux de fibre ciment amianté, peints en blanc et façonnés en demi-cercle. Au sommet de la colonne se trouve une traverse, également en béton, sur les côtés de laquelle l'éclairage est fixé.

## Service des voyageurs

### Accueil
À l'extrémité sud-ouest, on peut rejoindre la Lindwurmstraße près de la Ruppertstraße par un portique avec une boulangerie. À l'autre bout, la Lindwurmstraße est également accessible par un portique.

### Intermodalité
La station est en correspondance avec la ligne de bus 62.